# Pseudoceratoppia asetosa
Pseudoceratoppia asetosa är en kvalsterart som beskrevs av Hammer 1967. Pseudoceratoppia asetosa ingår i släktet Pseudoceratoppia och familjen Ceratoppiidae. Inga underarter finns listade i Catalogue of Life.